# Stati Uniti della Grande Austria
Gli Stati Uniti della Grande Austria (tedesco: Vereinigte Staaten von Groß-Österreich) furono un progetto mai realizzato di riforma radicale dell'Impero austro-ungarico proposto da un gruppo di studiosi vicini all'arciduca Francesco Ferdinando d'Asburgo-Este e a sua moglie Sophie Chotek von Chotkowa. La proposta fu concepita da Aurel Popovici nel 1906.

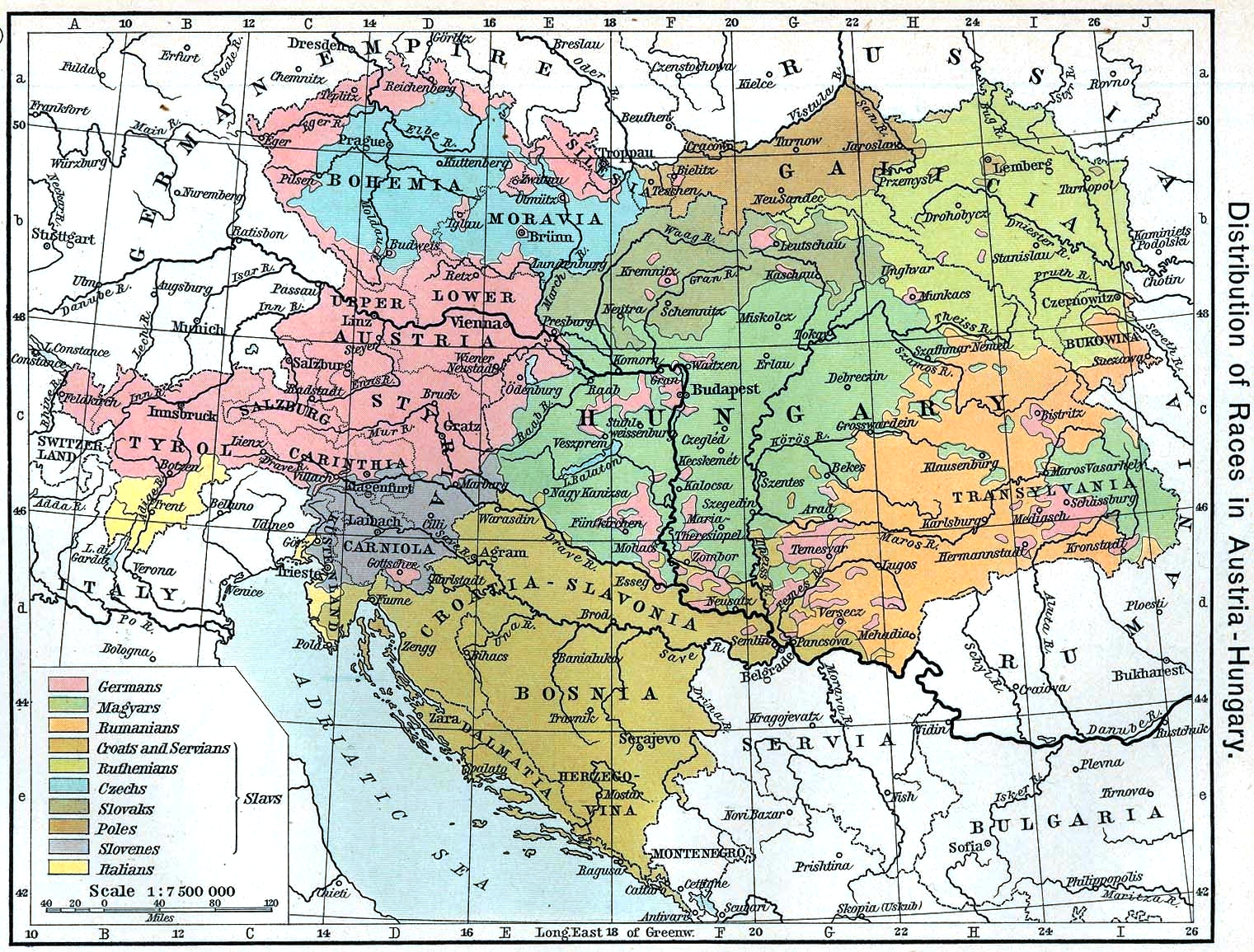
Mappa linguistica dell'Impero Austro-Ungarico, 1911

Uno dei maggiori problemi che della monarchia duale austro-ungarica era la composizione etnica dell'Impero, formato da dieci o undici diverse etnie nazionali, delle quali solo due, i tedeschi e gli ungheresi (che assieme costituivano il 44% della popolazione complessiva), detenevano tutto il potere politico. Gli altri nove raggruppamenti (cechi, polacchi, ruteni, romeni, croati, slovacchi, serbi, sloveni, italiani) non ne avevano quasi alcuno. Il sistema duale era stato istituzionalizzato da Francesco Giuseppe nel 1867 con l'Ausgleich: l'unione dell'Impero d'Austria, a guida tedesca, e del Regno d'Ungheria, a guida magiara. In seguito però a diverse manifestazioni, rivolte ed atti di terrorismo, fu presto chiaro che l'idea del dominio di due nazioni sulle altre nove non poteva realisticamente durare in perpetuo.
Francesco Ferdinando aveva intenzione di ridisegnare radicalmente la mappa dell'Austria-Ungheria, creando una serie di stati semiautonomi su base etnico-linguistica, che sarebbero stati parte di una grande confederazione. Il progetto favoriva l'identità linguistica e culturale e riequilibrava in qualche modo i rapporti di potere tra le diverse etnie. Il piano era destinato a incontrare pesanti opposizioni da parte magiara, poiché prevedeva un drastico ridimensionamento territoriale dell'Ungheria. Sembra che anche l'imperatore Carlo d'Austria, nipote di Francesco Ferdinando che poi fu l'ultimo imperatore d'Austria-Ungheria, fosse stato informato ed educato dallo zio su questo progetto, che aveva pienamente condiviso e voleva realizzare.
Francesco Ferdinando fu poi assassinato tragicamente a Sarajevo (1914) nell'attentato che provocò lo scoppio della Prima guerra mondiale. Morto Francesco Giuseppe, il giovane Carlo divenne imperatore con i suoi territori in guerra, ereditando una situazione non voluta ed ormai irreversibile, tanto che - a guerra iniziata - non riuscì ad avviare il progetto di Francesco Ferdinando. Al termine del conflitto l'impero sconfitto si dissolse, Carlo fu mandato in esilio e sorsero nuovi stati, mentre altri territori asburgici passarono ai paesi confinanti. Negli anni 90 del '900 si è ricominciato a guardare a questo progetto, con nuovo slancio e prospettiva, pensandolo ad una valida alternativa - più compiuta e compatta - rispetto al modello di Unione europea preferito dopo il secondo conflitto mondiale.

## Stati proposti da Aurel Popovici

Mappa degli Stati Uniti della Grande Austria e principali gruppi etnici nell'Austria-Ungheria.

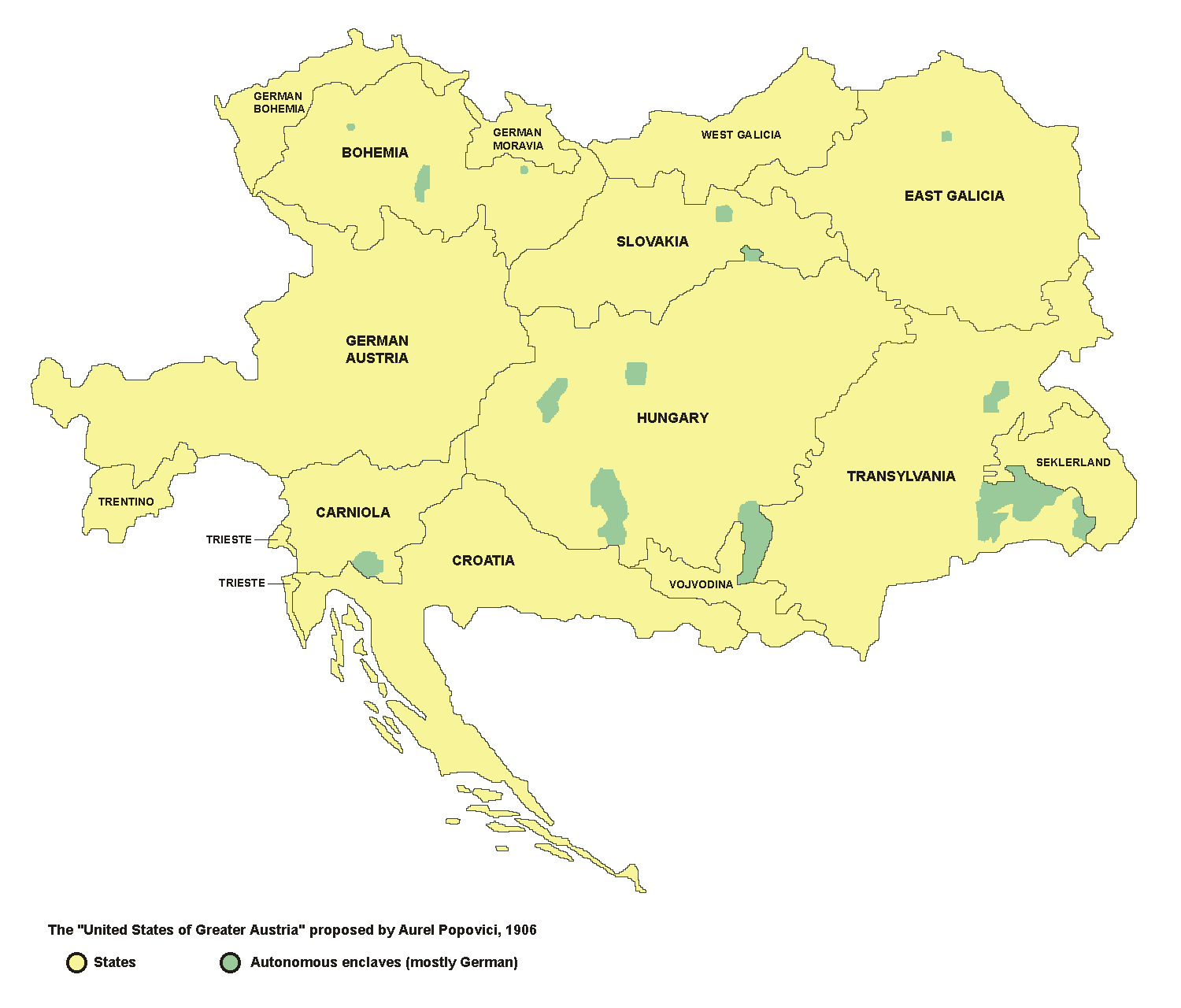
Mappa degli Stati Uniti della Grande Austria secondo la proposta di Popovici, 1906

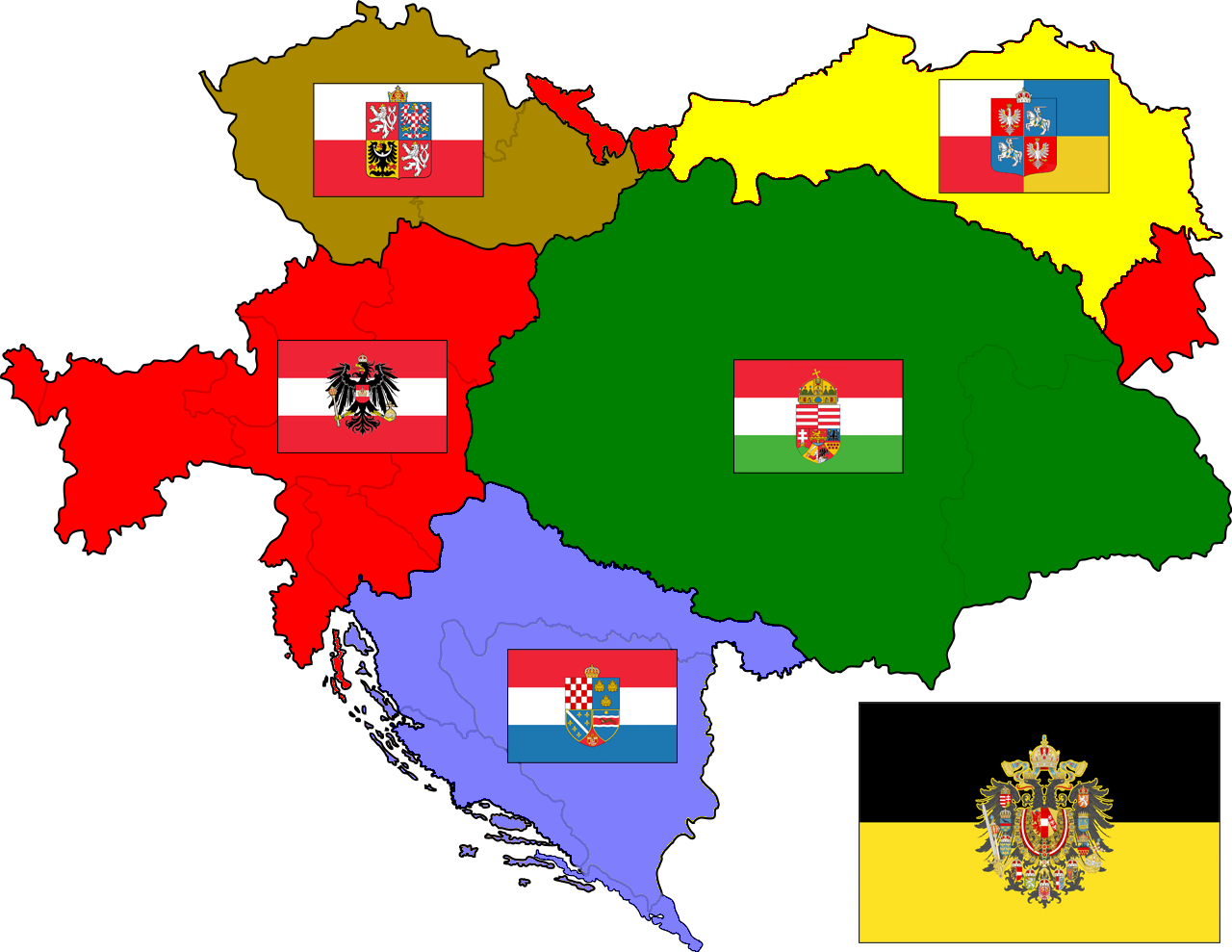
Divisione federale dell'Impero.

I seguenti territori dovevano diventare stati federati secondo la proposta di riforma:
- Deutsch-Österreich (Austria tedesca, odierne Austria e parte dell'odierna Italia (Alto Adige) e Repubblica Ceca meridionale), di lingua tedesca
- Deutsch-Böhmen (Boemia tedesca, parte nordoccidentale dell'odierna Repubblica Ceca), di lingua tedesca
- Deutsch-Mähren (Moravia tedesca, parte nordorientale dell'odierna Repubblica Ceca), di lingua tedesca
- Böhmen (Boemia, parte meridionale e centrale dell'odierna Repubblica Ceca), di lingua ceca
- Slowakenland (Slovacchia), di lingua slovacca
- West-Galizien (Galizia occidentale, parte dell'odierna Polonia), di lingua polacca
- Ost-Galizien (Galizia orientale, parte dell'odierna Ucraina), di lingua ucraina o rutena
- Ungarn (Ungheria), di lingua magiara
- Seklerland (Szeklerland, parte dell'odierna Romania), di lingua magiara
- Siebenbürgen (Transilvania, parte dell'odierne Romania e Ungheria), di lingua romena
- Trient (Trentino, parte dell'odierna Italia), di lingua italiana
- Triest (Gorizia, Trieste, parte dell'odierna Italia, e Istria occidentale, tra le due guerre parte dell'Italia, oggi divisa tra Slovenia e Croazia), di lingua italiana
- Krain (Carniola, corrisponde all'odierna Slovenia, più parti dell'odierna Carinzia austriaca, del Tarvisiano e dell'Oltremura ungherese), di lingua slovena
- Kroatien (Croazia), di lingua croata
- Woiwodina (Voivodina, parte dell'odierna Serbia e dell'odierna Croazia), di lingua serbo-croata

Inoltre una serie di enclavi, soprattutto di lingua tedesca, in Transilvania orientale e in altri territori avrebbero avuto diritto ad un'autonomia limitata.